# Litchfield Park, Arizona
Litchfield Park är en stad (city) i Maricopa County, i delstaten Arizona, USA. Enligt United States Census Bureau har staden en folkmängd på 5 568 invånare (2011) och en landarea på 8,6 km².